# (1823) Gliese
Pour les articles homonymes, voir Gliese.
(1823) Gliese est un astéroïde de la ceinture principale, découvert le 4 septembre 1951 par Karl Wilhelm Reinmuth. Son nom est celui de l'astronome Wilhelm Gliese.

## Caractéristiques
Sa distance minimale d'intersection de l'orbite terrestre est de 0,912880 ua.